# Kopernicie

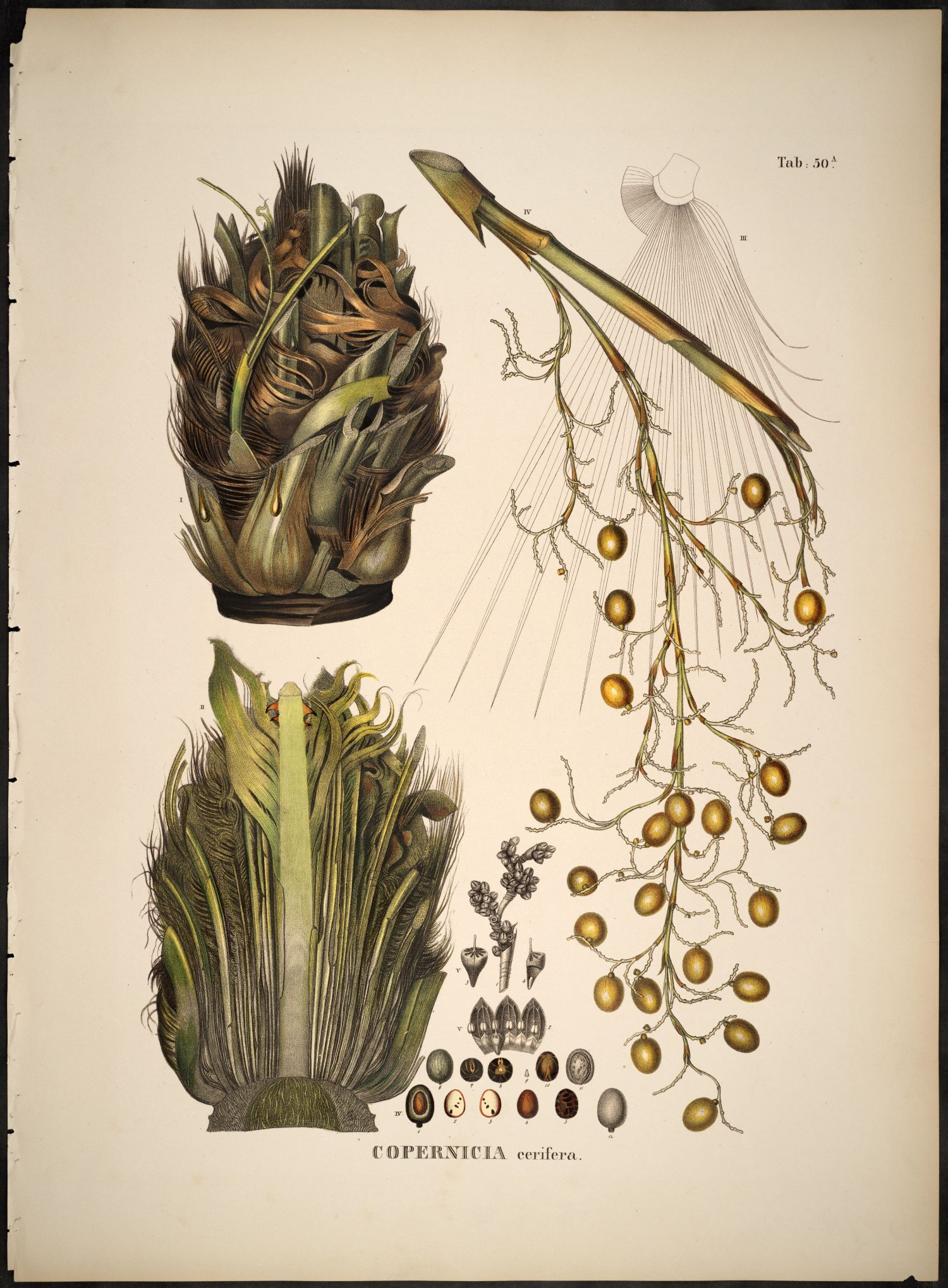
Kresba C. cerifera

Kopernicie (Copernicia) je rod palem. Jsou to středně velké až mohutné palmy s dlanitými listy a kmeny pokrytými vláknitými listovými pochvami. Květenství jsou bohatě větvená a svojí délkou přesahují listy. Plody jsou peckovice.
Rod zahrnuje 21 druhů. Většina z nich jsou endemity Kuby, několik dalších roste na Hispaniole a v Jižní Americe. Copernicia macroglossa a některé další druhy jsou v tropech pěstovány jako okrasné rostliny. Jihoamerický druh Copernicia prunifera je zdrojem karnaubského vosku. Místní využití mají i listy, kmeny a vlákna některých druhů.

## Popis
Kopernicie jsou středně velké až mohutné, pomalu rostoucí, jednodomé palmy dorůstající výšky do 15 metrů. Kmeny jsou solitérní, pokryté vytrvalými, vláknitými listovými pochvami, u starších jedinců někdy olysávají a objevuje se hrubý povrch kmene s listovými jizvami. Listy jsou dlanité nebo krátce dlanitozpeřené, induplikátní, tuhé. Řapík je velmi krátký až dlouhý, na okraji s tuhými, plochými, zahnutými ostny. U některých druhů (C. macroglossa) řapík téměř chybí a listy jsou přisedlé. Čepel listů je klínovitá nebo okrouhlá, hluboce členěná v jednoduše přeložené segmenty. Listové segmenty jsou na okraji často ostnité. Na lícové straně listu je v místě nasedání čepele na řapík charakteristický výrůstek (hastula).
Květenství vyrůstají z listové růžice a svojí délkou často přesahují listy. Jsou silně větvená až do šestého řádu a nezřídka hustě plstnatá. Stopka květenství je prodloužená, asi stejně dlouhá nebo kratší než samotné květenství. Květy jsou oboupohlavné. Okvětí je trojčetné, rozlišené na kalich a korunu. Kališní lístky jsou srostlé v trojlaločnou číšku. Koruna je trubkovitá, zakončená 3 laloky. Tyčinek je 6 a jsou širokými bázemi nitek srostlé v číšku přirostlou k ústí koruny. Gyneceum (botanika) je složeno ze 3 na bázi volných pestíků, čnělky jsou srostlé v jednu čnělku zakončenou tečkovitou bliznou. Plody jsou vejcovité nebo kulovité a obvykle se vyvíjejí pouze z jednoho plodolistu. Na povrchu jsou hladké (po vyschnutí jemně drsné), se zbytky čnělky na vrcholu. Dužnina (mezokarp) je poněkud dužnatá s podélnými vlákny, pecka (endokarp) je středně tlustostěnná. Semena jsou vejcovitá nebo kulovitá, s hluboce skládaným (ruminátním) endospermem.

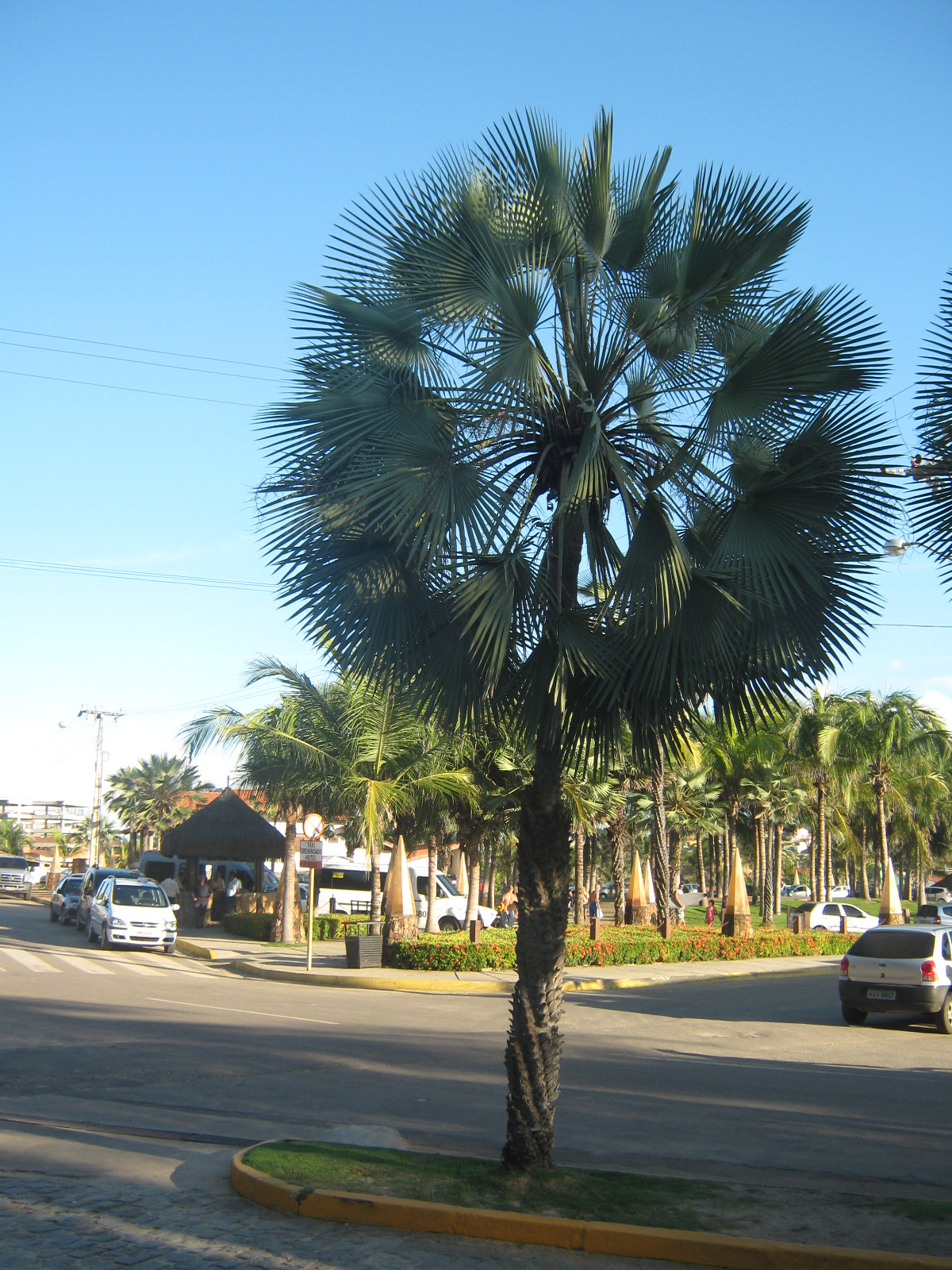
Copernicia alba
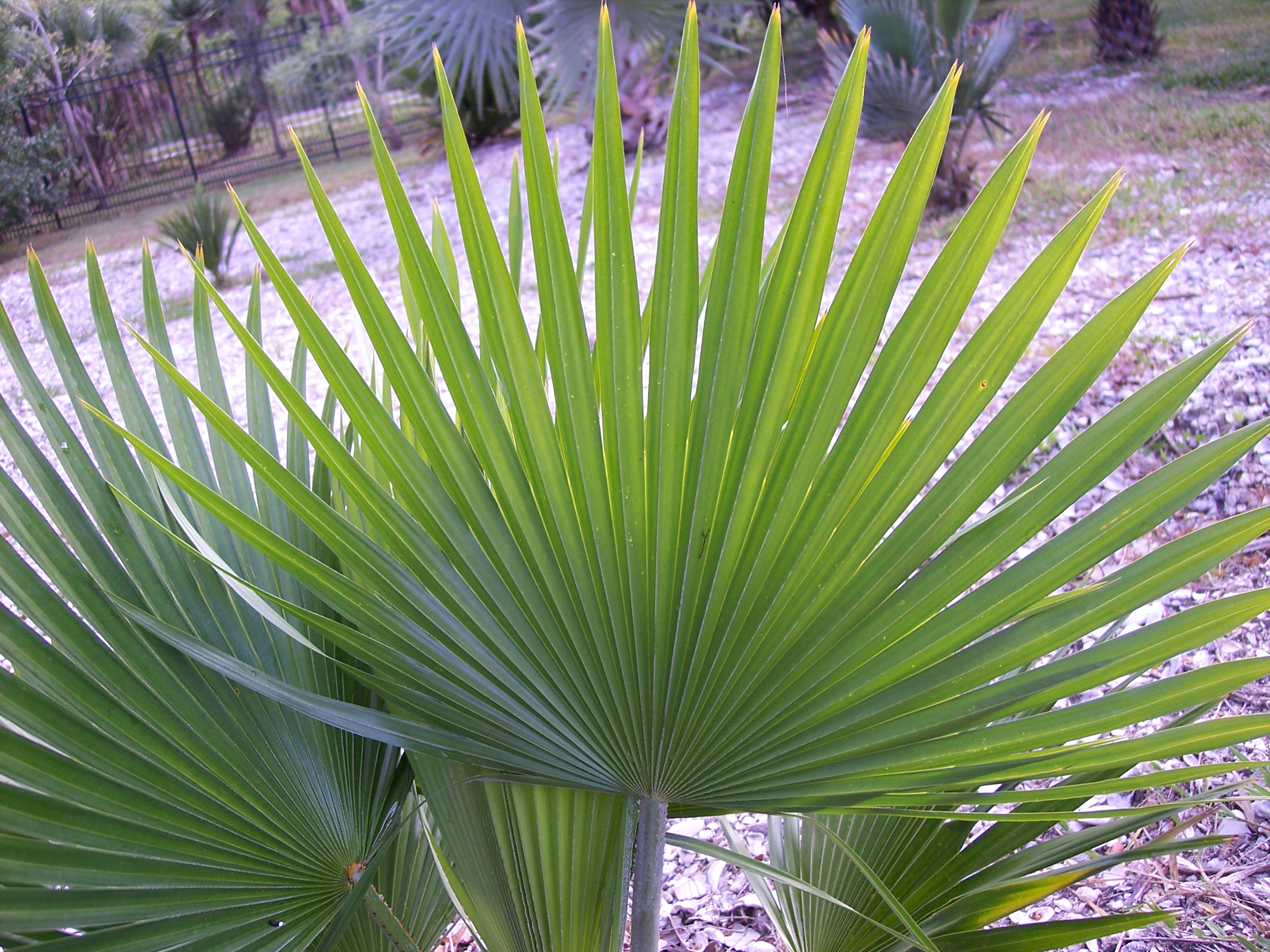
Dlanitý list C. berteroana
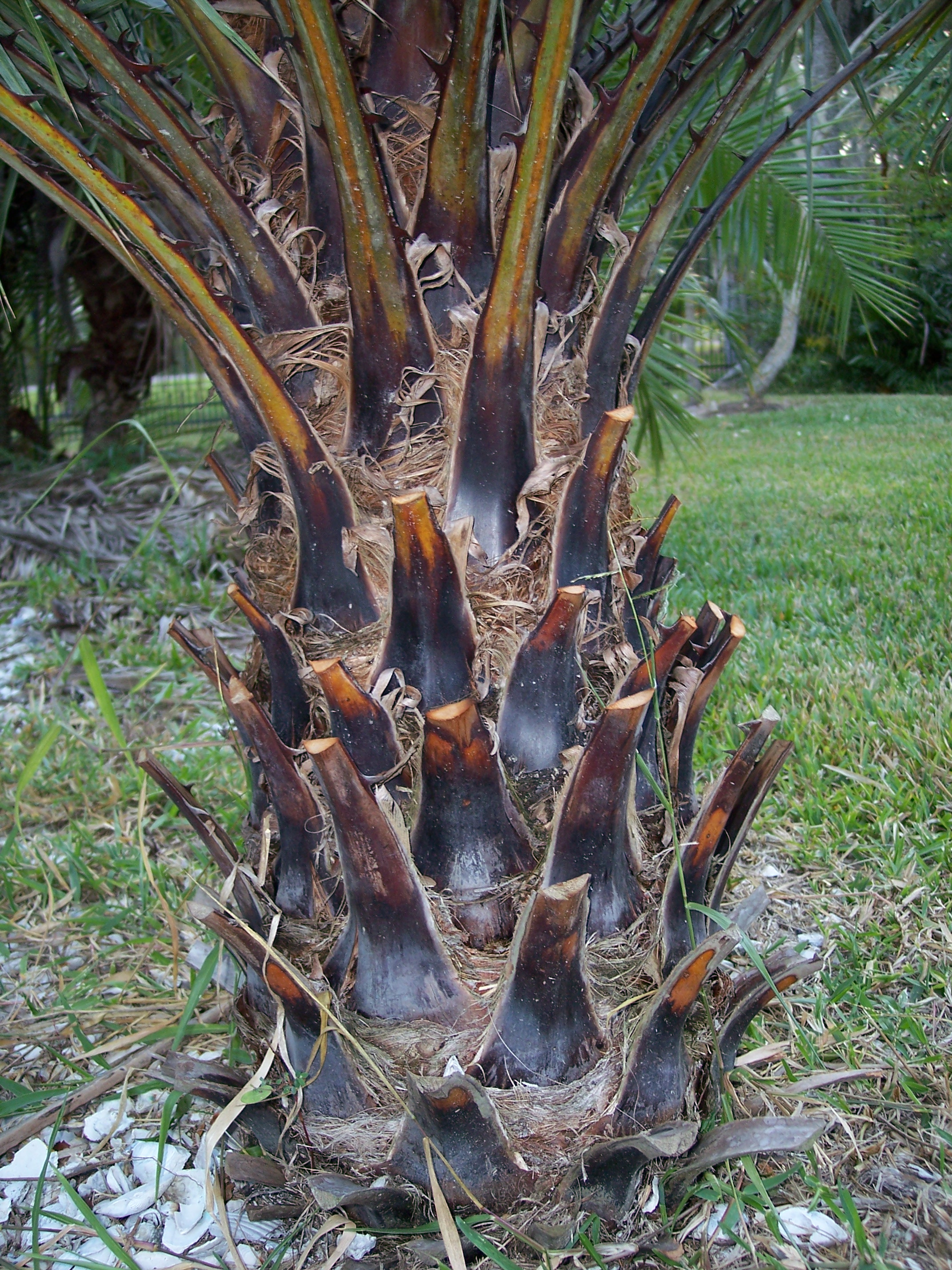
Kmen C. prunifera
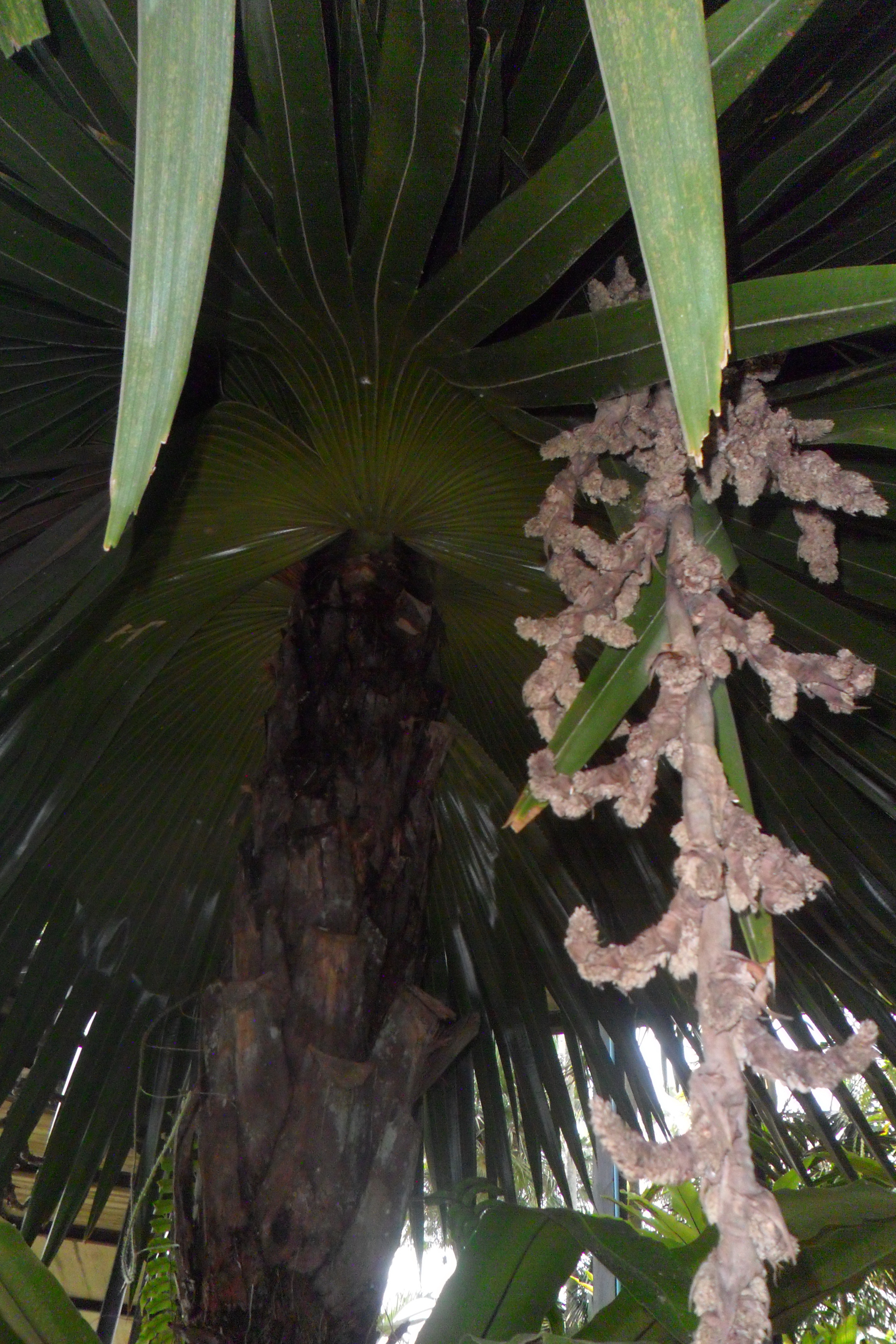
Květenství C. macroglossa

## Rozšíření
Rod kopernicie zahrnuje 21 druhů (i s přírodními hybridy celkem 28). Je rozšířen výhradně v tropické Americe. Centrum rozšíření je na Kubě (zejména ve středovýchodní části ostrova), kde roste celkem 16 endemických druhů a 7 taxonů hybridního původu. Dva druhy jsou endemity Hispanioly. Zbývající 3 druhy se vyskytují v Jižní Americe: Copernicia alba v jižní Brazílii, Bolívii, Paraguayi a severovýchodní Argentině, C. prunifera v Brazílii a C. tectorum v Kolumbii a Venezuele.
Kopernicie rostou v nižších nadmořských výškách jako součást suchých lesů a na druhotných savanách. Na Kubě jsou zastoupeny zejména v tuholisté křovinaté vegetaci na serpentinitových podkladech nebo v poloopadavých lesích na sezónně zaplavovaných, těžkých, jílovitých půdách na přímořských pláních.
Brazilský druh C. prunifera roste v rozlehlých porostech zejména v oblastech s periodickými záplavami. Na podobných stanovištích roste i C. tectorum.

## Ekologické interakce
Listy C. prunifera jsou pokryty nebývale tlustou vrstvou vosku, což je vykládáno jako přizpůsobení suchému klimatu severovýchodní Brazílie. Na listech kopernicií (i dalších palem) se živí housenky babočkovitého motýla Brassolis sophorae a řada druhů červců (Aspidiotus destructor, Aonidiella orientalis, Colobopyga coperniciae, Ischnaspis longirostris)

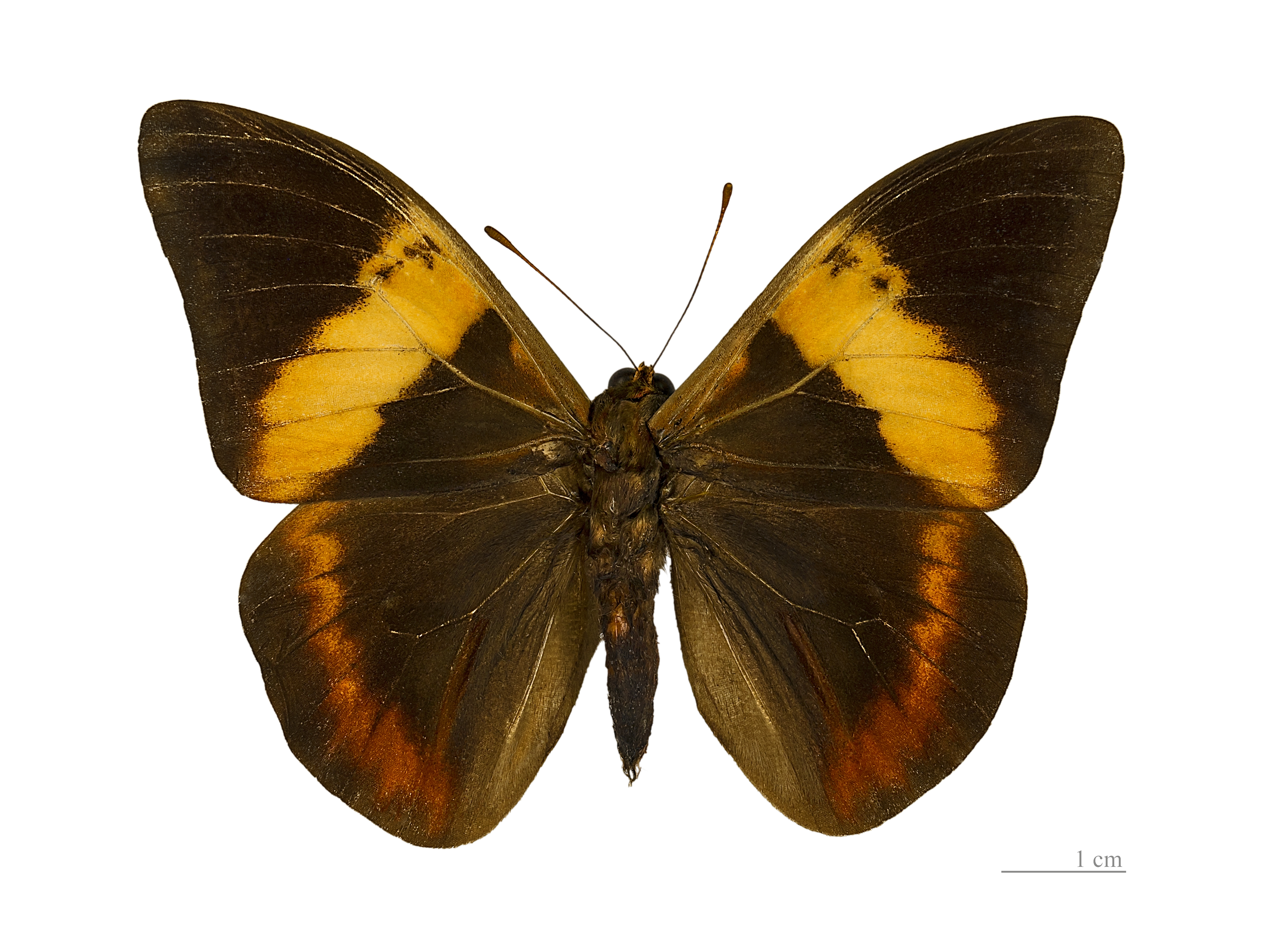
Babočkovitý motýl Brassolis sophorae
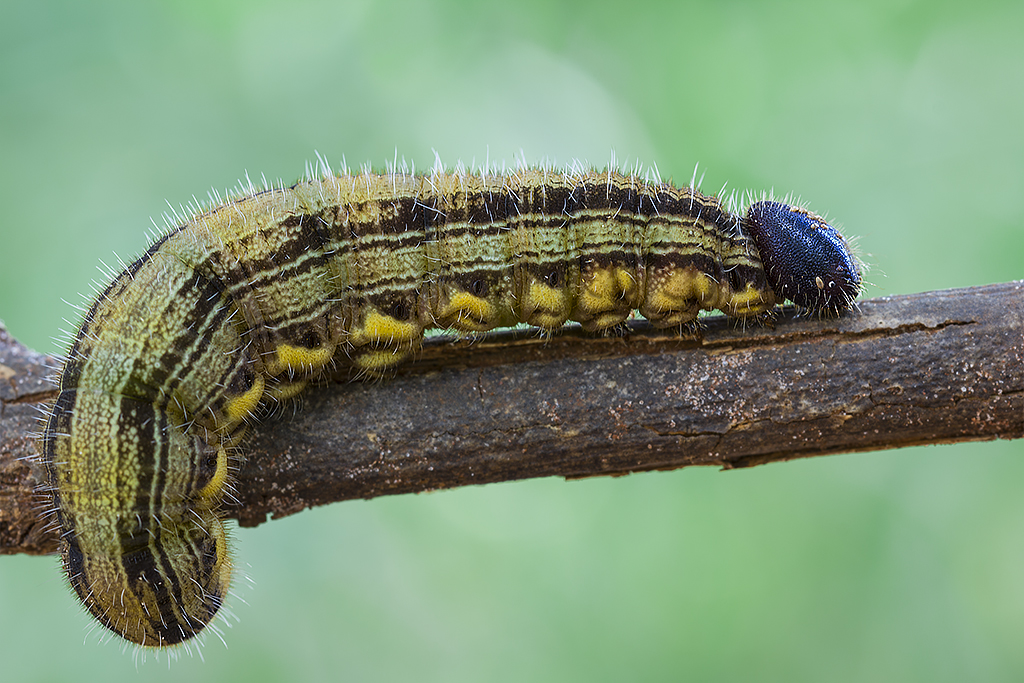
Housenka motýla Brassolis sophorae
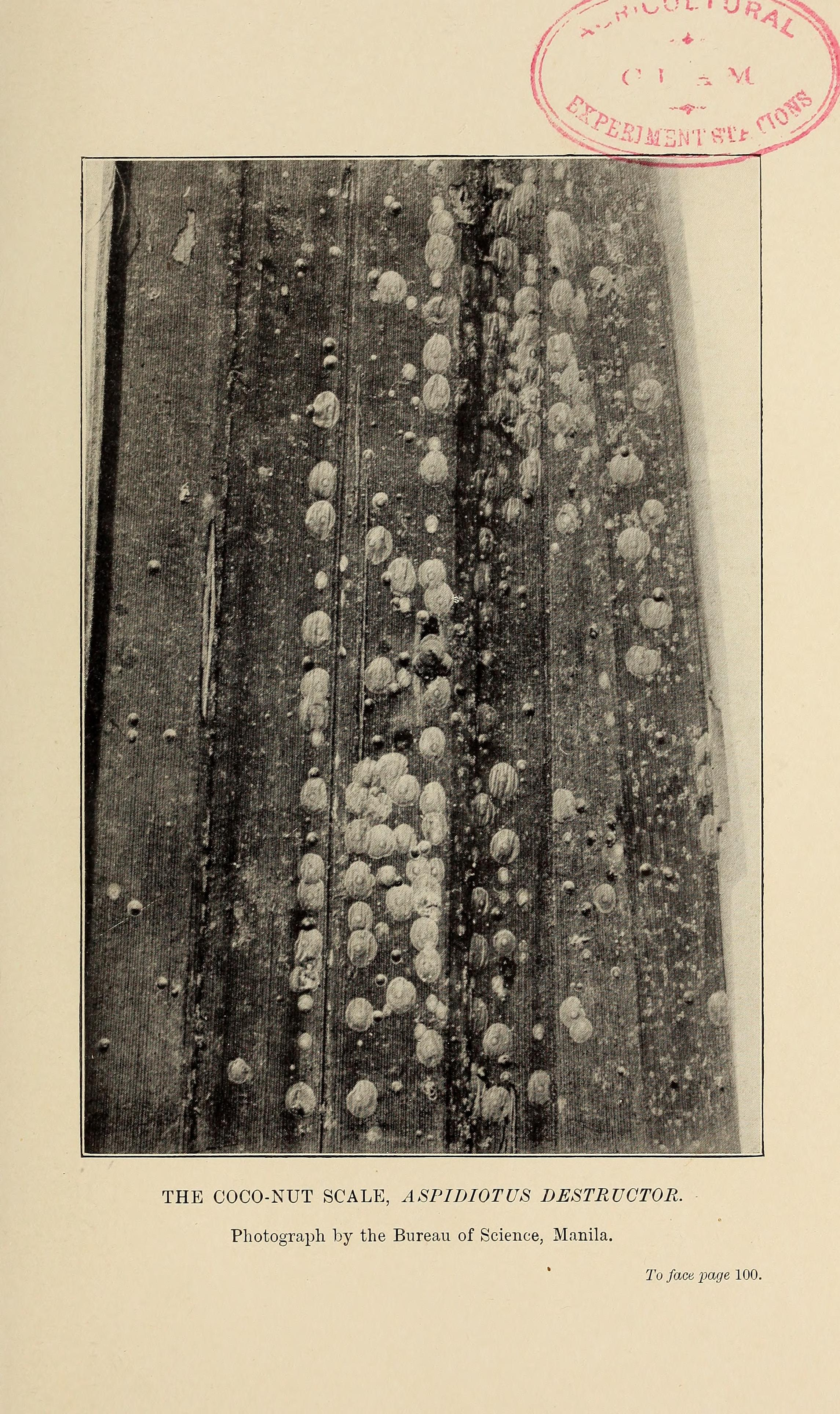
Červci Aspidiotus destructor (černobílé foto)

## Taxonomie
Rod se v taxonomii palem řadí do podčeledi Coryphoideae a tribu Livistoneae. Mezi blízce příbuzné rody patří např. Licuala a Livistona. Jednotlivé druhy se na společných stanovištích zejména v oblasti střední a východní Kuby přirozeně kříží a vzniká tak řada hybridních taxonů. U některých je rodičovská kombinace jednoznačná, u jiných je původ po vícenásobné hybridizaci obtížně určitelný.

## Význam

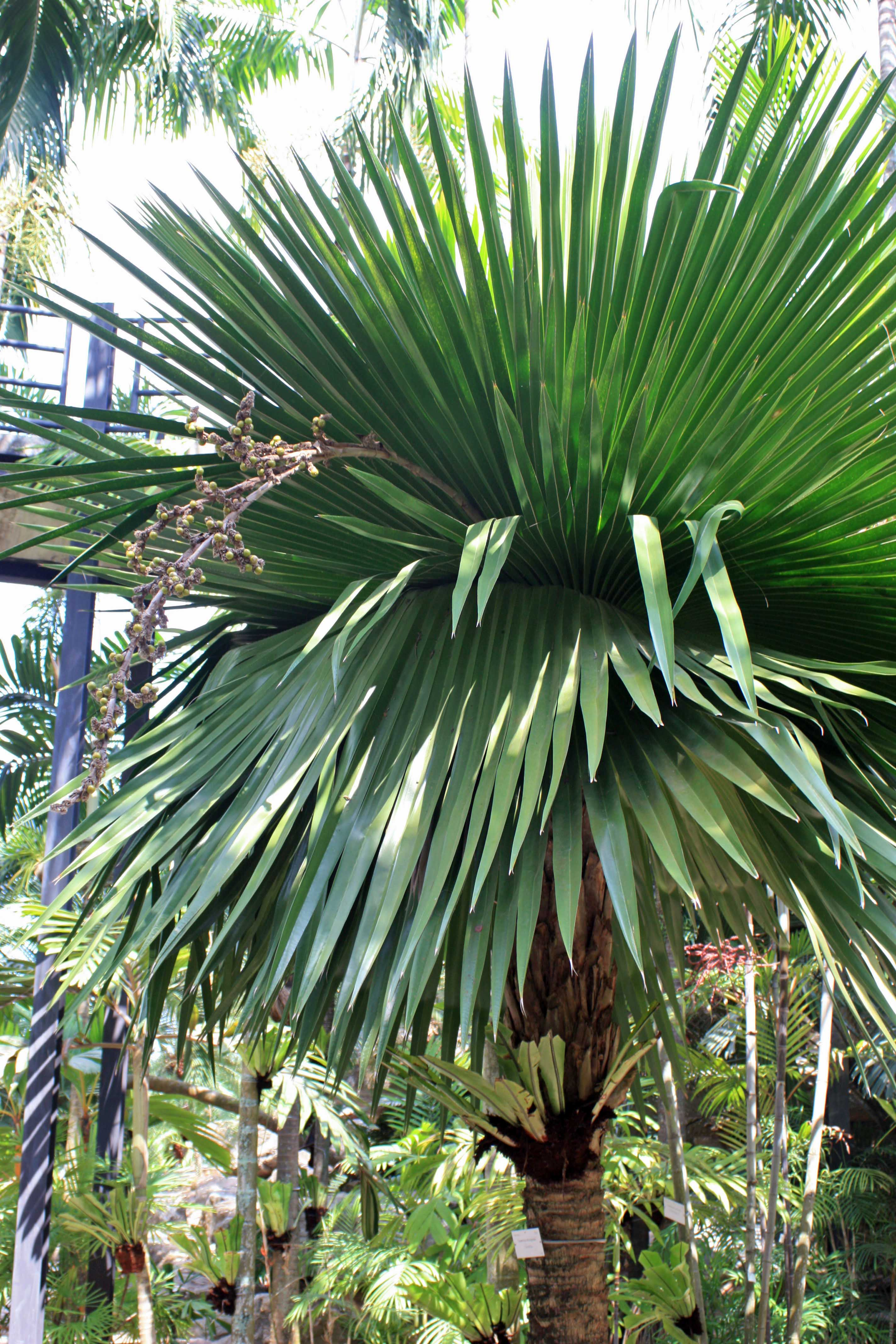
Copernicia macroglossa

Kopernicie jsou vesměs velmi ozdobné palmy a v tropech se občas vysazují jako okrasné dřeviny. Jsou odolné vůči patogenům, jejich obliba je však limitována pomalým růstem. Nejznámějším a nejvíce pěstovaným zástupcem rodu je Copernicia macroglossa, palma neobyčejného vzhledu s hustou korunou přisedlých listů. Staré uschlé listy neopadávají a hromadí se ve spodní části koruny. Mezi nápadné druhy náležejí také 3 mohutné kubánské kopernicie: C. fallaensis, C. baileyana a C. gigas.
Brazilský druh Copernicia prunifera (syn. C. cerifera) má velký ekonomický význam jako zdroj karnaubského vosku používaného zejména k voskování automobilů, bot a nábytku, také ve farmacii a parfumerii. V potravinářství se používá k povrchové úpravě cukrovinek pod označením E 903. Karnaubský vosk je tvrdší než včelí vosk a většina syntetických vosků. V Brazílii je tento vosk sklízen již od roku 1810, první plantáže byly založeny kolem roku 1890. Listy se lokálně používají jako střešní krytina, kmeny na stavby, vlákna k výrobě provazů a štětců. Škrob získávaný z kmene je jedlý. Jedlá je i dužnina plodů a mladá květenství. Podobné využití má i druh Copernicia alba. Kořeny tohoto druhu slouží v Jižní Americe jako diuretikum.

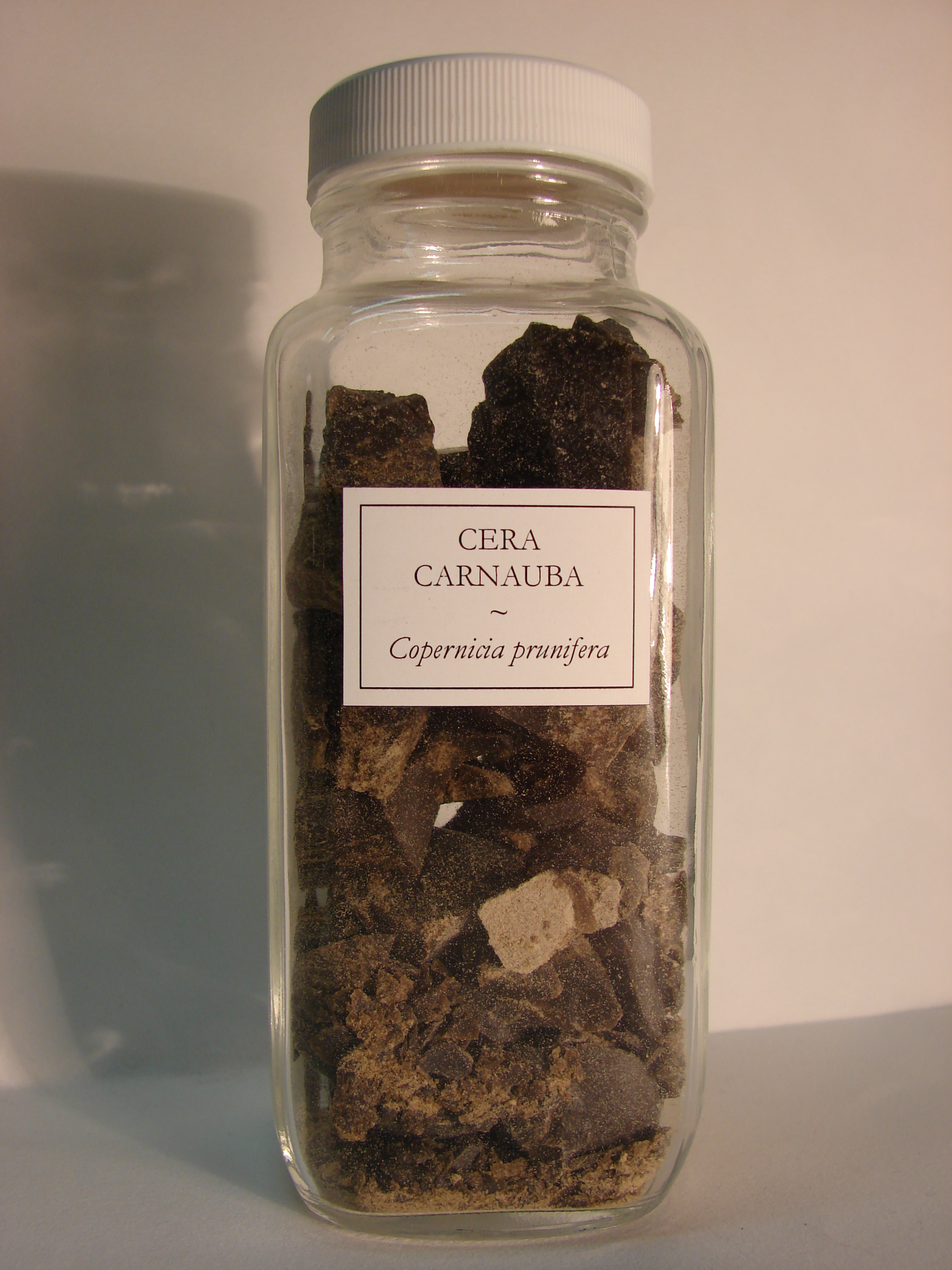
Karnaubský vosk
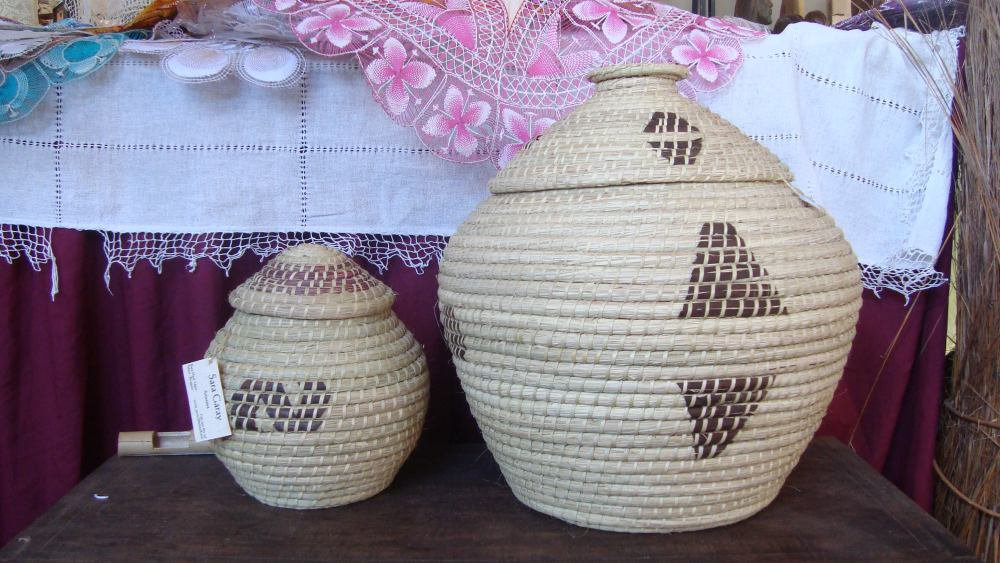
Koše pletené z listů C. alba
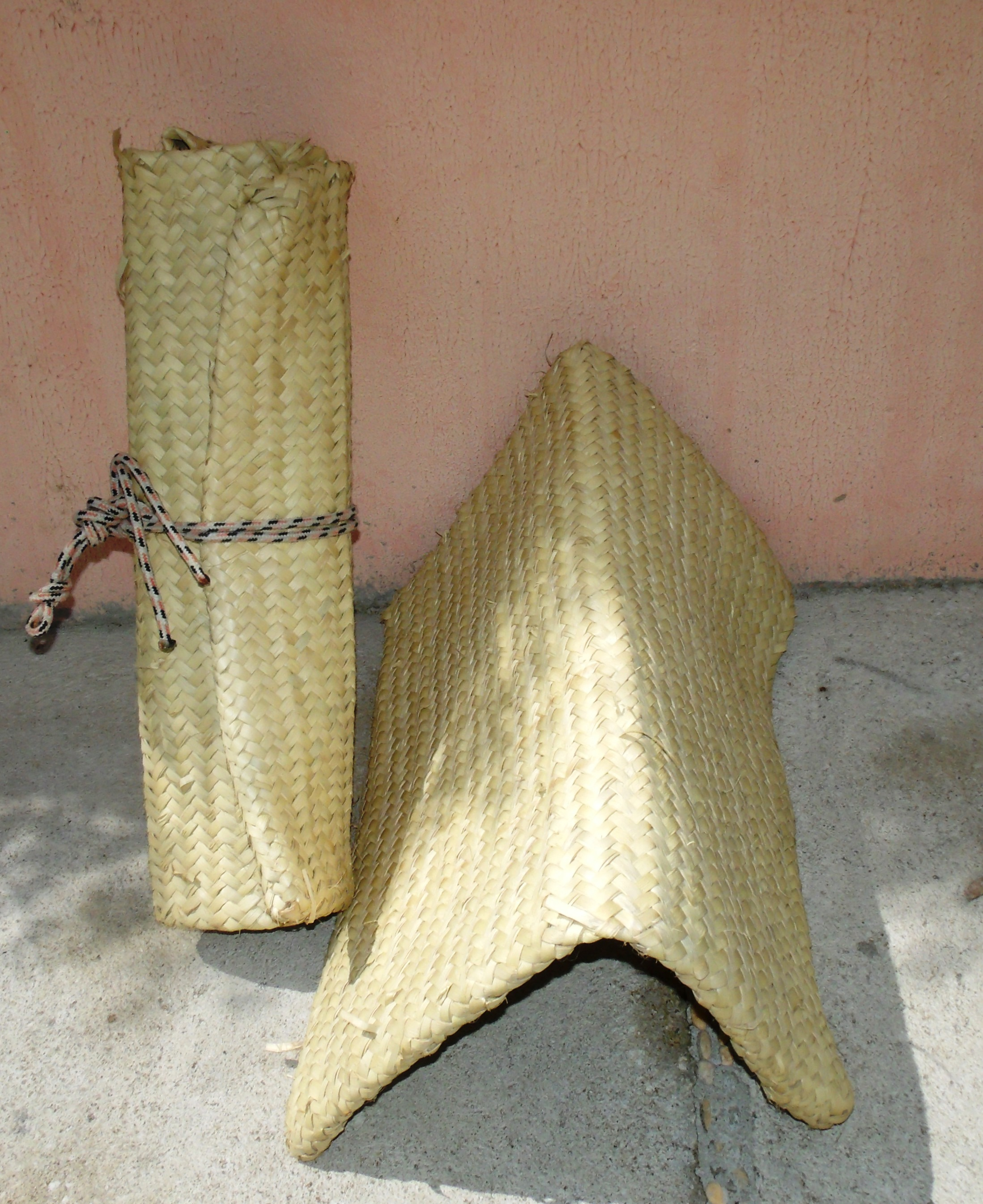
Rohože z listů C. prunifera
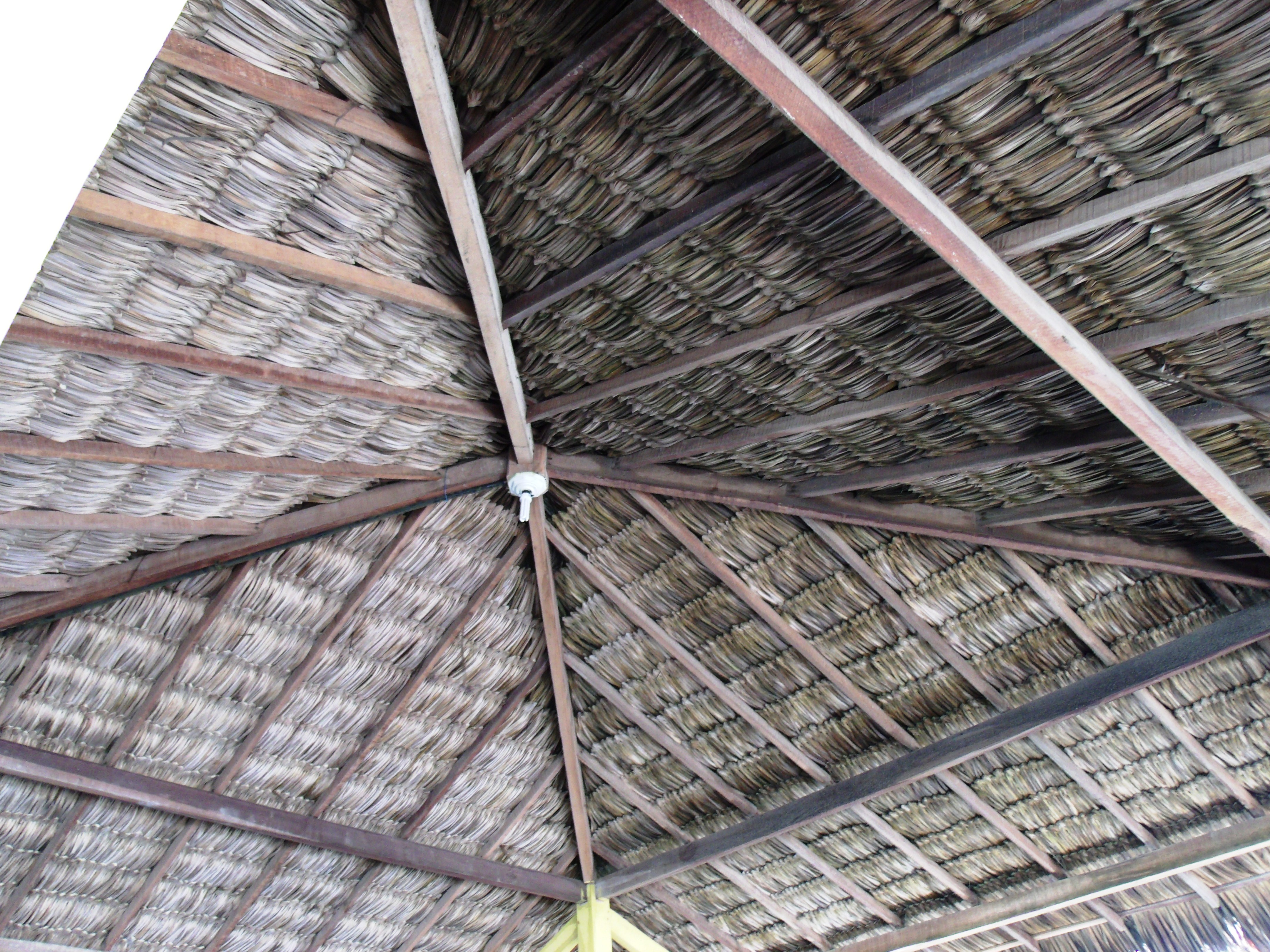
Střecha z listů C. prunifera